# Efecto Bucha
El efecto Bucha es un efecto que induce un trastorno sensorial producto de una luz que parpadea con una frecuencia en el rango 1 Hz a 20 Hz.  El trastorno es similar a la epilepsia aunque su ocurrencia no se limita a personas con antecedentes epilépticos.
El fenómeno fue identificado por el Dr. Bucha durante la década de 1960 cuando investigó una serie de caídas inexplicables de helicópteros. Los pilotos que lograron sobrevivir explicaron que antes de perder el control del aparato experimentaron sensaciones de mareo y confusión. El Dr. Bucha descubrió que el rotor del helicóptero, cuando giraba a determinadas velocidades, podía producir destellos de luz solar a frecuencias que coincidían con las frecuencias eléctricas de las ondas cerebrales del sistema nervioso central, induciendo síntomas similares a los ataques de epilepsia, incluidos desorientación, náusea, etcétera.
El efecto Bucha ha sido utilizado como principio de funcionamiento de algunos tipos de armas no letales.